# Viloxazina
Viloxazina é um fármaco antidepressivo bicíclico. É um derivado da morfolina e é um inibidor seletivo de recaptação de noradrenalina. Foi utilizado como um antidepressivo em alguns países europeus, e produziu um efeito estimulante que é semelhante às anfetaminas, exceto por estarem ausentes sinais de dependência.  Foi descoberto e introduzido no mercado em 1976 pela Imperial Chemical Industries e foi retirado do mercado no início dos anos 2000, por razões comerciais.

## Farmacocinética
A meia-vida do fármaco está na gama 2-5 h com níveis sanguíneos máximos ocorrendo em 1-4 h depois da dose oral.  Os níveis sanguíneos máximos são proporcionais à dose oral.  O fármaco é muito bem absorvido por via oral, aparecendo apenas 2% nas fezes.  A dose quando administrada repetidamente em intervalos de 4 horas conduz a níveis sanguíneos ligeiramente mais elevados após a segunda dose, mas isso não se aplica a doses subsequentes.  Nenhuma acumulação foi observada durante tratamento de uma semana para semana em pacientes deprimidos.[carece de fontes?]Não se observou qualquer diferença nas características farmacocinéticas do cloridrato de viloxazina em fêmeas e machos, mas em um estudo, duas fêmeas mostraram um nível sanguíneo máximo marcadamente superior e uma meia-vida biológica aparentemente mais longa do que nos machos. Viloxazina é rapidamente e quase totalmente absorvida após uma dose oral e tem uma meia-vida mais curta do que a dos antidepressivos tricíclicos.

## Usos
Viloxazina foi usado para tratar os sintomas do transtorno depressivo maior. Também está sendo estudada pelo laboratório americano Supernus Pharmaceuticals para o tratamento do TDAH. O FDA rejeitou viloxazina (SPN 812) para tratar o TDAH em novembro de 2020.